# Convento das Mercês (São Luís)
O Convento das Mercês é um antigo prédio localizado no Centro Histórico de São Luís do Maranhão.

## Histórico
Foi posto sob invocação de Nossa Senhora da Assunção, embora o povo não o chamasse desta forma. Começou a ser construído em 1654, quando chegaram à São Luís os mercedários João Cerveira (maranhense de Alcântara) e Marcos Natividade, vindos de Belém, que se juntaram aos frades Manoel de Assunção e Antônio Nolasco, além do leigo João das Mercês. Foi erguida ali em taipa coberta de palha. No ano seguinte, em terreno adicional, reedificaram as instalações em pedra e cal, construindo a capela-mor.
Com a Independência do Brasil (7 de setembro de 1822), iniciou-se um processo de esvaziamento do imóvel que resultou em seu abandono. Somente em meados do século XIX o logradouro passará por intervenções, destinando-se seu espaço para sede do Seminário Menor. Em 5 de maio de 1905, o prédio foi vendido para o Governo do Estado do Maranhão, que tratou de fazer novas intervenções na arquitetura original, invertendo, inclusive, as frentes do convento e da igreja anexa (que davam para o mar) e lhes conferiu a unidade de fachada única.
As intervenções foram de responsabilidade do Tenente Coronel Zenóbio da Costa. O motivo era simples, o local abrigaria o quartel da Polícia Militar e do Corpo de Bombeiros do Estado, que permaneceram ali até o final da década de 1980, quando os batalhões foram transferidos para as sedes atuais.
Com a saída das milícias, o imóvel passou por novas reformas (1987-1990), durante o Governo de Cafeteira. A entrada principal está voltada para Rua Jacinto Maia, protegida por canteiros de palmeiras. Antes, sua fachada principal de frente para o rio. Foram retirados os anexos que descaracterizavam a obra, descobertos os arcos originais e o poço. Nesta restauração, encontraram-se os alicerces da igreja demolida. Hoje, com 5.800 m² de área construída, o Convento das Mercês é detentor de um rico acervo museológico e bibliográfico, e foi considerado uma dos Sete Tesouros de São Luís.
Construído em 1654 e tombado como Patrimônio Histórico Nacional, o convento foi inaugurado pelo padre Antônio Vieira, e nele funcionou o Convento da Ordem dos Mercedários. Pertenceu ao estado maranhense de 1905 a 1990, quando o então governador João Alberto de Souza doou o edifício à Fundação José Sarney, seu aliado político. Em junho de 2009, a Justiça decretou a devolução do prédio histórico ao patrimônio estatal e, em outubro do mesmo ano, a Fundação foi fechada após denúncias de desvio de verbas.
A partir de 2011, passou a abrigar a Fundação da Memória Republicana Brasileira, instituição pública estadual que administra o museu, biblioteca, pinacoteca, sala de restauração, e amplo acervo documental.

## Acervo
Tem em seu acervo uma coleção de cerca de quatro mil obras de arte, dentre pinturas, esculturas, objetos decorativos e peças de arte sacra.
A Biblioteca Padre Antônio Vieira, da FMRB, tem um acervo bibliográfico constituído por 23.733 volumes, sendo 3.217 de obras raras, com destaque para textos de padre Antônio Vieira.
A FMRB também promove diversos cursos e oficinas ao longo do ano, além da realizar eventos, exposições, festivais, seminários e reuniões, buscando a integração com a comunidade do bairro do Desterro.

## Galeria

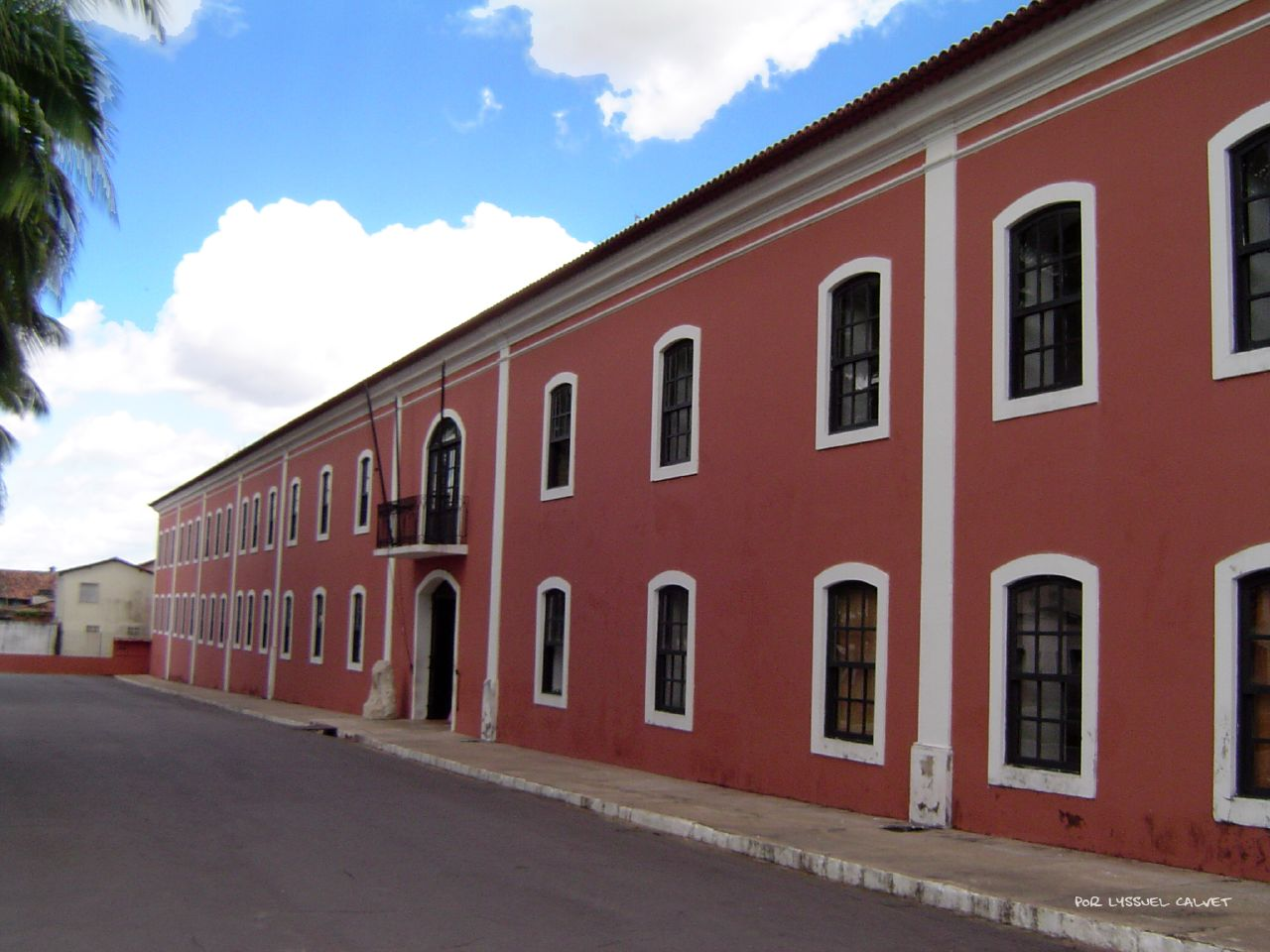
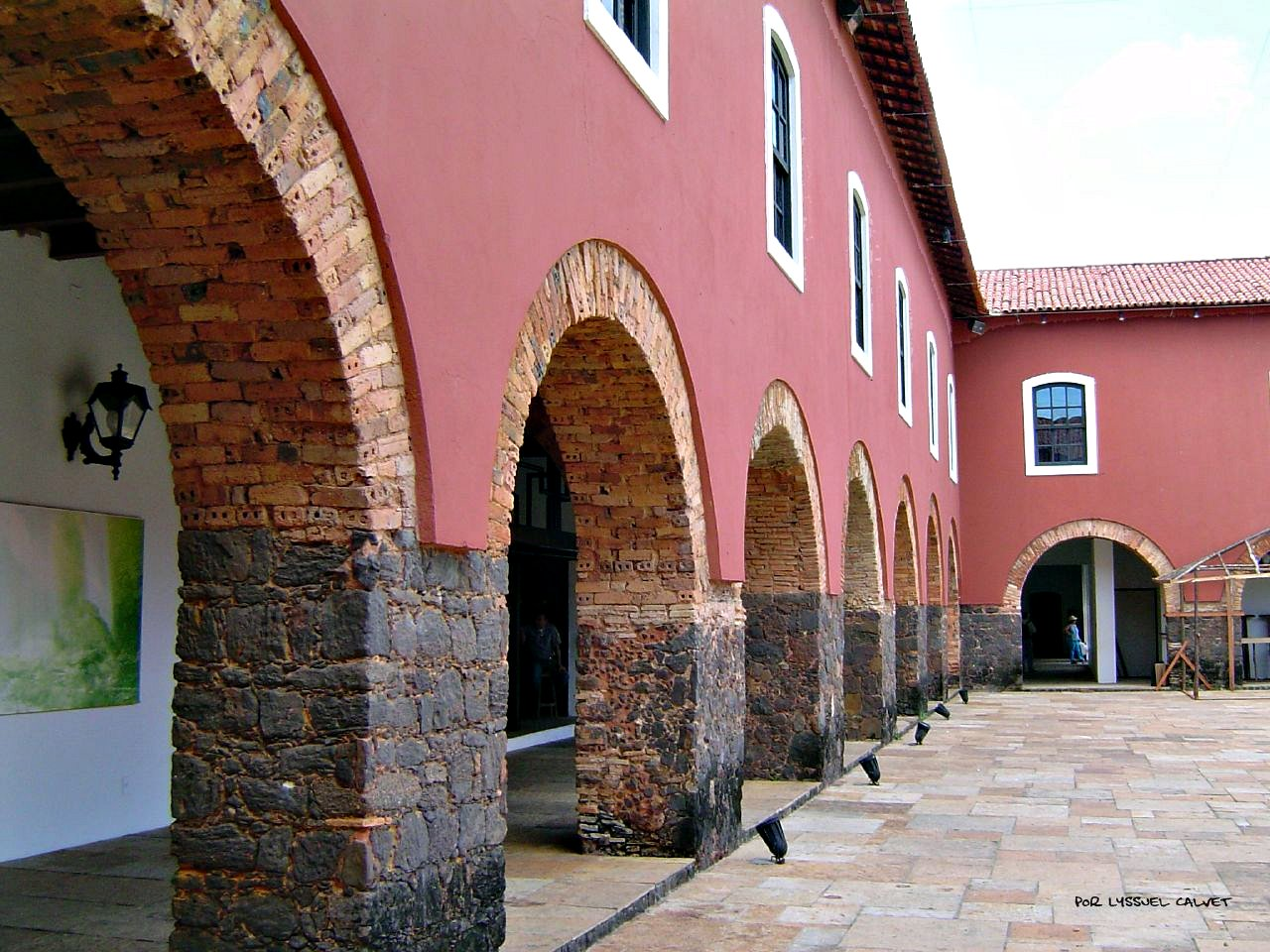
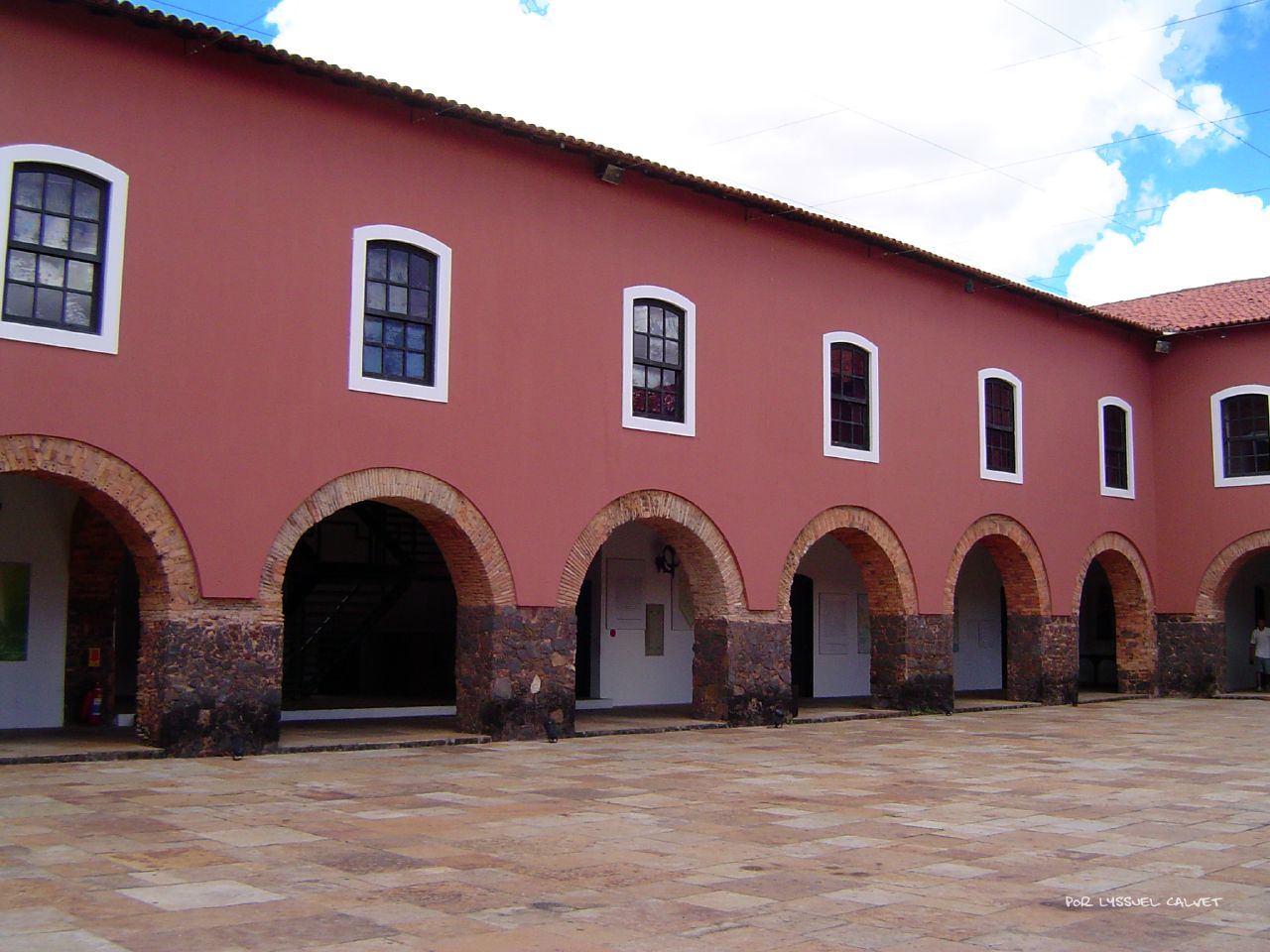
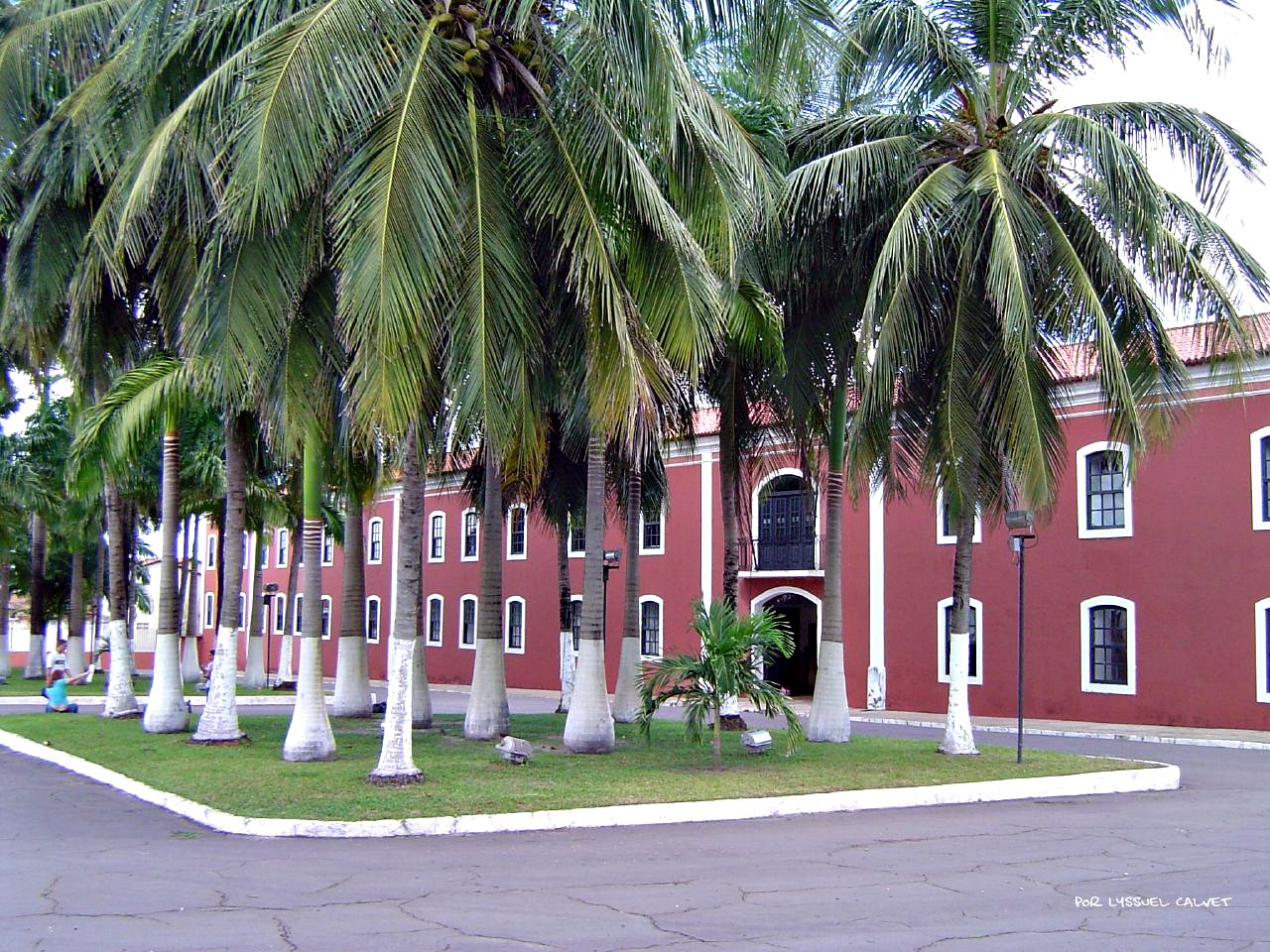